# География на Турция
Турция е една от малкото страни, разположени на два континента, и оформя мост между Югоизточна Европа и Западна Азия. Европейската и азиатската части са разделени от Мраморно море и протоците Босфор и Дарданели. Основната част от територията на страната е разположена на полуостров Мала Азия, Малоазиатската и Арменската планинска земя в Азия и заема площ от 755 688 km² (97% от турската територия). Затова обикновено Турция се причислява към азиатските страни от Близкия Изток. Европейската ѝ част (исторически наричана Източна Тракия) е най-крайната югоизточна част на Балканския полуостров и заема площ от 23 764 km² (3%). Географският център на Турция има координати 39°55’ с.ш., 32°50’ и.д., близо до град Пашалъ.

## Географско положение, граници, големина, брегова линия
Общата дължина на сухоземната,в т.ч. речна граница на Турция е 2743 km. На северозапад граничи с Гърция (дължина на границата 212 km) и България (259 km), на североизток с Грузия (288 km), на изток с Армения (312 km), Азербайджан (Нахичеванска автономна република) (10 km) и Иран (454 km), на юг с Ирак (331 km) и Сирия (877 km). Има излаз на Средиземно (дължина на бреговата линия 1677 km) на юг, Егейско (2805 km) на запад, Мраморно (927 km) на северозапад и Черно море (1695 km) на север. Обща дължина на бреговата линия 7104 km. В тези си граници общата площ на Турция възлиза на 783 562 km². Северните и южните брегове на страната са слабо разчленени (най-големите заливи са Синопски, Анталия, Искендерун), а западното (Егейско) крайбрежие изобилства от заливи (Сароски, Едремит, Измирски, Кушадасъ, Мандалия, Керме).
Територията на Турция се простира между 35°48′ и 42°06′ с.ш. и между 25°40′ и 44°49′и.д. Крайните точки на страната са следните:
- крайна северна точка – (42°06′18″ с. ш. 27°14′21″ и. д. / 42.105° с. ш. 27.239167° и. д.), в планината Странджа, на границата с България.
- крайна южна точка – (35°48′21″ с. ш. 36°09′10″ и. д. / 35.805833° с. ш. 36.152778° и. д.), в планината Ансария, на границата със Сирия.
- крайна западна точка – континентална (40°43′45″ с. ш. 26°02′15″ и. д. / 40.729167° с. ш. 26.0375° и. д.), устието на река Марица, в Егейско море, на 3 km западно от град Енос; островна (40°07′30″ с. ш. 25°39′56″ и. д. / 40.125° с. ш. 25.665556° и. д.), западен бряг на остров Гьокчеада, в Егейско море,
- крайна източна точка – (39°39′09″ с. ш. 44°49′03″ и. д. / 39.6525° с. ш. 44.8175° и. д.), десен бряг на река Аракс, на границата с Азербайджан.

## Релеф
В Турция преобладават планините и платата, като едрите форми на релефа са създадени предимно от младата тектоника. От север Малоазиатската и Арменската планинска земя са заградени от Понтийските планини (връх Качкар 3937 m), включващи в себе си Западнопонтийските и Източнопонтийските планини и планината Джаник, а от юг – планинската система Тавър (връх Демирказик 3726 m), в която се различават Западен Тавър, Централен Тавър, който се състои от Киликийски Тавър и Антитавър. На изток са разположени паралелните хребети Северен Тавър, Вътрешен Тавър и Арменски Тавър. В източните части на страната планинската система Тавър преминава в Кюрдистанските планини (връх Джило 4168 m). Вътрешната част на Турция се заема от Анадолското плато с отделни хребети и изгаснали вулкани (Ерджияс 3916 m и др.) и многочислени безотточни падини със солончаци и езера. Западната част на Малоазиатската планинска земя се състои от простиращи се паралелно от изток на запад планински хребети с височина 2000-2500 m и разделени от междупланински долини. В пределите на Арменската планинска земя се редуват лавово-туфови плата с безотточни езера и вулканични конуси и куполи  – връх Голям Арарат 5165 m (най-високата точка на Турция), Сюнхан 4434 m и др. Между тях са разположени тектонски падини, разделени от нагънато-блокови планински масиви. На юг от Арменски Тавър се простира северната периферия на платото Джезире (височина 500-1000 m). В пределите на Европейска Турция преобладават ниските планини (Странджа) и хълмистите равнини. Низините имат ограничено простиране покрай морските брегове, като най-големи са Чукуровската и Долнотракийската низина.

## Геоложки строеж, полезни изкопаеми
Територията на Турция е разположена в пределите на Средиземноморския геосинклинален пояс. На север и юг се простират алпийските нагънати системи на Понтийските планини и Тавър. В техния строеж участват седиментни и вулканично-седиментни мезозойски и палеогенски формации, подслани от комплекси от магматични и ултраосновни скали и пронизани на места от гранити. В Тавър широко са развити тектонските покривки. Между тях е разположена Централноанадолската нагъната преходна зона, в която са отделени средищните масиви Мизийско-Галатски, Мендерески, Кършехирски, изградени от докамбрийски и отчасти палеозойски кристалинни формации и Измиро-Анкарското огъване. В Югоизточна Турция пременава крайното огъване на древната Африкано-Арабска платформа, изпълнена с кайнозойска моласа. Територията на страната се отличава със своята повишена сеизмичност.
Основните полезни изкопаеми на Турция са: хромити (Тавър, Западнопонтийски планини, Измиро-Анкарско огъване), борати (Западнопонтийски планини), боксити (Тавър, Понтийски планини), волфрам, живак, антимон (Мендерес, Кършехир, Западнопонтийски планини), мед (Понтийски планини, Тавър), каменни въглища  (Понтийски планини). Разработват се находища на нефт (в югоизточната част), манган, желязо, олово, цинк, асфалт, кафяви въглища, магнезит, барит, корунд, асбест, флуорит, фосфати, каменна сол и др. Запасите от волфрам се изчисляват на 60 хил.т, хромити – 10 млн.т, живак – 27 хил.т, антимон – 110 хил.т.

## Климат
Климатът на Турция е субтропичен, с големи контрасти в температурата и овлажнението в зависимост от надморската височина и отдалечеността от морските басейни. В крайбрежните райони на юг и запад климатът е средиземноморски със сухо лято, на североизток – равномерно влажен, а във вътрешните райони континентален. Средната януарска температура в низините е от 5°С на север до 10°С на юг, във вътрешните плата от 0 до -5°С на запад до -15°С на изток. В планините на изток студовете достигат до -35°С. Средната юлска температура по бреговете на Черно и Мраморно море е 22-24°С, по бреговете на Егейско и Средиземно море от 25 до 32°С, на платото Джезира над 30°С (в отделни дни над 40°С), а във вътрешните плата от 15 до 22°С. Доброто овлажнение на планините разположени по периферията на Мала Азия рязко се отличава от много по сухите вътрешни планини и плата. Най-голямо количество валежи падат по външните (обърнати към Черно и Средиземно море) склонове на Понтийските планини и Тавър (1000-2000 mm годишно), а в източните части на Понтийските планини до 3000 mm – най-влажното място на Турция. Във вътрешните части на Анадолското плато валежите падат до 200-350 mm, а в планините на Арменската планинска земя – 300-600 mm годишно (значителна част във вид на сняг). В крайбрежните райони на страната преобладават зимните валежи, в пределите на Анадолското плато и Арменската планинска земя – пролетните, а в източните райони на Понтийските планини – целогодишно. Изпарението в по-голямата част от Турция превъзхожда количеството на валежите и селскостопанските земи повсеместно се нуждаят от изкуствено напояване.

## Води

### Реки
Територията на Турция се отнася към 6 водосборни басейна: тези на Средиземно, Егейско, Мраморно, Черно, Каспийско море и Персийския залив на Арабско море. Към водосборния басейн на Средиземно море се отнасят реките Аси 571* km, Джейхан, Сейхан 560 km, Гьоксу. Към водосборния басейн на Егейско море – реките Бююк Мендерес 548 km, Гедиз, Марица. Към водосборния басейн на Мраморно море – река Симав. Към водосборния басейн на Черно море – реките Сакария 824 km, Къзълърмак 1350 km, Ешилърмак, Чорох 438 (410) km. Към водосборния басейн на Каспийско море – река Кура 1516* km с десния си приток Аракс 1072* km. Към водосборния басейн на Персийския залив – реките Ефрат 2736* km с левия си приток Мурат 722 km  и Тигър 1850* km. Някои от тях като Кура, Аракс, Ефрат, Тигър протичат по територията на Турция само с горните си течения. Реките в западната част на страната са предимно маловодни, през лятото силно намаляват оттока си или пресъхват и са пълноводни през зимата и пролетта. Реките в Източна Турция са често с пролетно-лятно пълноводие, което в значителна стерен е обусловено от топенето на снеговете в планините. Повечето от речните води широко се използват за напояване.

### Езера
В Турция има много езера с обща площ над 9 хил.km², запълващи пониженията предимно в Анадолското плато и Арменската планинска земя. Най-големите са: Ван 3755 km², Туз 1500 km², Бейшехир 656 km², Егирдир 482 km², Изник 308 km²
Бурдур 200 km², Акшехир, Аджигьол.

## Почви, растителност, животински свят
Голяма част от територията на Турция е заета от полупустинни и степни видове почви. Във вътрешните плата почвите са предимно сиви и светлокафяви полупустинни, сухи степни кестеняви, а по долините на реките са разпространени солончаци. На платото Джезире са пустинно-сиви, а в крайбрежните райони – кафяви почви. Във влажните субтропични райони на североизток почвите са червеноземни и кафяви планинско-горски, които на височина 2000-2100 m се сменят с планинско-ливадни почви. В сухите степи на Арменската планинска земя се срещат участъци с черноземни почви.
В крайбрежните райони преобладава полусухата субтропична растителност, а във вътрешните плата – характерна растителност за субтропичната полупустиня. По долните части на планинските склонове, обърнати към крайбрежията е развита средиземноморска растителност (твърдолистни гори и храсти), нагоре, в планината Тавър – на места има иглолистни гори, а в Източнопонтийските планини – листопадни гори с вечнозелен подлес и иглолестни гори. По вътрешните склонове на оградните планини и плата преобладават ксерофитните формации от фригана с бодливи храсти, шибляк, сухи степи и полупустини. В Арменската планинска земя са разпространени планински гори и степи, сменящи се във височина със субалпийски и алпийски пасища. На платото Джезире доминират пелиново-злаковите полупустини. Горите обхващат около 25% от територията на страната. Толкова процента заемат и обработваемите селскостопански земи, засети предимно със зърнени култури.
Характерни представители на планинската фауна са диви овце, безоарови козли. В горите се срещат благороден елен, сърна, дива свиня; хищници – вълк, чакал, ивичеста хиена, мечка; на платото Джезире – диво магаре-онагра, представители на африканската фауна – газела и др. Има множество видове птици – врабче, чучулига, лястовичка, славей; в централните райони на Анадолското плато гнездят бели щъркели, а хищните птици са орел, грифон, сокол, ястреб. В югоизточните райони на страната масово се размножават скакалците саранча. Крайбрежните морски води са богати на различни видове риби.

## Природни райони
В зависимост от геоложкия строеж, релефа, климата, водите и растителността територията на Турция се поделя на 5 природни района:
- Крайбрежни територии – заети от полусухи субтропици с твърдолистни гори и храсти, предимно планински.
- Лазистан – най-влажния район в Североизточна Турция с пищни широколистни гори и крайбрежна ивица от влажни субтропични видове.
- Анадолско плато – с преобладаване на сухите степи и полупустини, с широко разпространение на солончаци и солени езера.
- Арменска планинска земя – с редуване на планини, вулканични масиви и широки междупланински котловини, често запълнени с езера и преобладаване на планинските степи.
- Джезире – плато с преобладаване на полупустините, сухите субтропици и най-горещото място в Турция.[3]

## Региони
Страната е съставена от 7 географски региона – Егейски, Черноморски, Мраморноморски, Средиземноморски, Централен Анадол, Източен Анадол и Югоизточен Анадол.

## Градове
Столицата на Турция е Анкара, но най-големият по население град е Истанбул. Някои от другите по-големи градове са Измир, Бурса, Газиантеп, Адана, Кония, Анталия, Самсун, Трабзон, Одрин, Мерсин.

## Галерия
- Изглед над град Истанбул и Босфора
- Изглед от град Бурса
- Изглед от курорта Олюдениз близо до град Фетхие
- Яхтено пристанище в Кемер в Турската ривиера
- Връх Арарат